# 77. Międzynarodowy Festiwal Filmowy w Wenecji
77. Międzynarodowy Festiwal Filmowy w Wenecji odbył się w dniach 2–12 września 2020 roku. Imprezę otworzył pokaz włoskiego filmu Wszystko zostaje w rodzinie w reżyserii Daniele Luchettiego. Ze względu na pandemię COVID-19 festiwal odbył się w reżimie sanitarnym – uczestnikom mierzono przy wejściu do kin temperaturę, zajętych było 50% miejsc, wszystkich obowiązywało noszenie masek i zachowywanie społecznego dystansu. W konkursie głównym zaprezentowanych zostało 18 filmów pochodzących z 14 różnych krajów.
Jury pod przewodnictwem australijskiej aktorki Cate Blanchett przyznało nagrodę główną festiwalu, Złotego Lwa, amerykańskiemu filmowi Nomadland w reżyserii Chloé Zhao. Drugą nagrodę w konkursie głównym, Grand Prix, przyznano meksykańskiemu obrazowi Nowy porządek w reżyserii Michela Franco.
Honorowego Złotego Lwa za całokształt twórczości otrzymała hongkońska reżyserka Ann Hui i brytyjska aktorka Tilda Swinton. Galę otwarcia i zamknięcia festiwalu prowadziła włoska aktorka Anna Foglietta.

## Członkowie jury

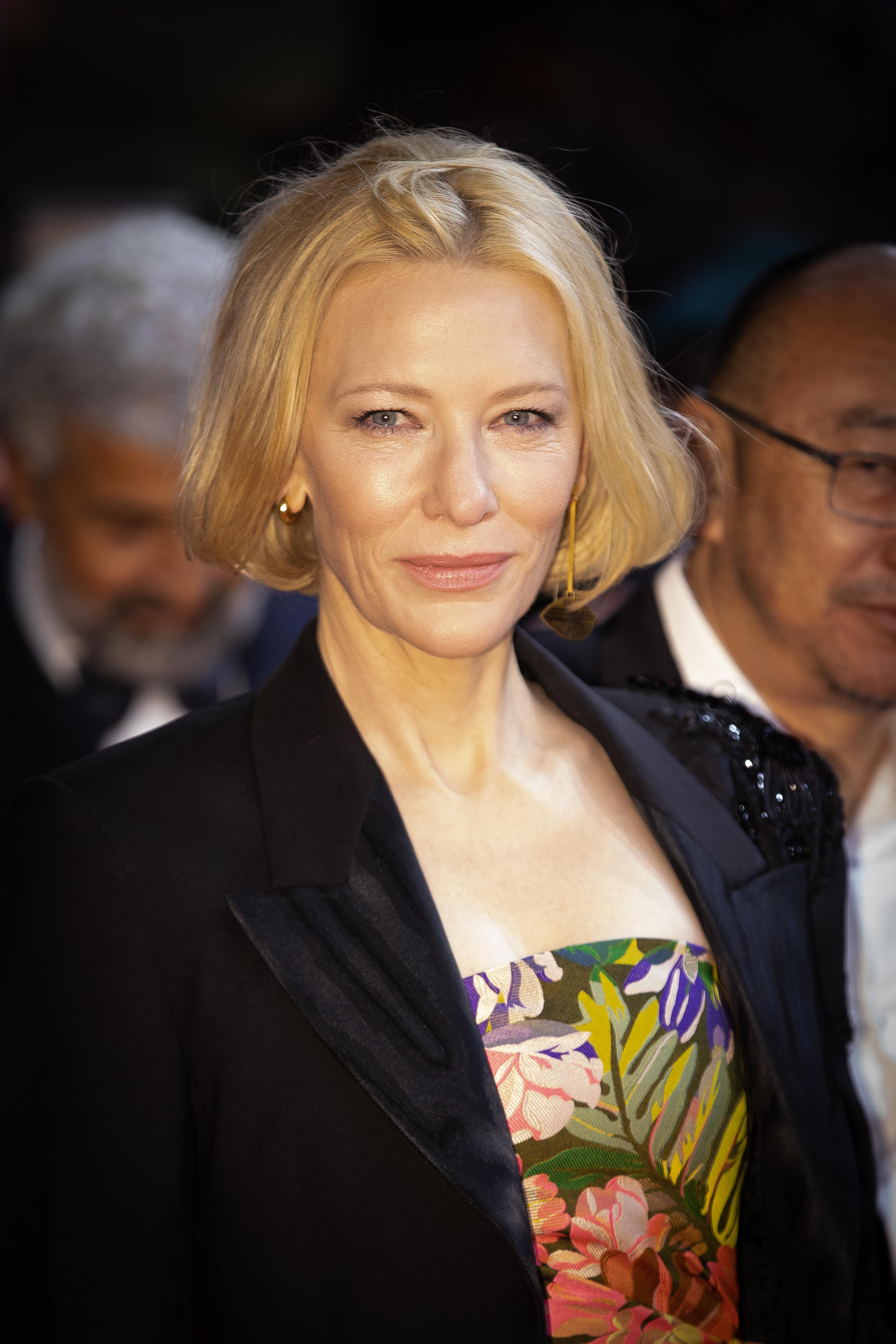
Przewodnicząca jury konkursu głównego Cate Blanchett.

### Konkurs główny
- Cate Blanchett, australijska aktorka – przewodnicząca jury[7][8]
- Matt Dillon, amerykański aktor
- Veronika Franz, austriacka reżyserka
- Joanna Hogg, brytyjska reżyserka
- Nicola Lagioia(inne języki), włoski pisarz
- Christian Petzold, niemiecki reżyser
- Ludivine Sagnier, francuska aktorka

### Sekcja „Horyzonty”
- Claire Denis, francuska reżyserka − przewodnicząca jury
- Oskar Alegria, hiszpański reżyser
- Francesca Comencini, włoska reżyserka
- Katriel Schory, izraelski producent filmowy
- Christine Vachon, amerykańska producentka filmowa

### Nagroda im. Luigiego De Laurentiisa
- Claudio Giovannesi, włoski reżyser − przewodniczący jury
- Rémi Bonhomme, dyrektor artystyczny MFF w Marrakeszu
- Dora Bouchoucha, tunezyjska producentka filmowa

## Selekcja oficjalna

### Otwarcie i zamknięcie festiwalu
|             | Tytuł                       | Reżyseria        | Kraj produkcji |
| ----------- | --------------------------- | ---------------- | -------------- |
| Otwierający | Wszystko zostaje w rodzinie | Daniele Luchetti | Włochy         |
| Zamykający  | Wróciłeś                    | Stefano Mordini  | Włochy         |

### Konkurs główny
Następujące filmy zostały wyselekcjonowane do udziału w konkursie głównym o Złotego Lwa:
| Tytuł polski                | Tytuł oryginalny                        | Reżyseria                             | Kraj produkcji       |
| --------------------------- | --------------------------------------- | ------------------------------------- | -------------------- |
| Kochankowie                 | Amants                                  | Nicole Garcia                         | Francja              |
| Uczeń                       | شاگرد The Disciple                      | Chaitanya Tamhane                     | Indie                |
| Drodzy towarzysze!          | Дорогие товарищи! Dorogije towariszczi! | Andriej Konczałowski                  | Rosja                |
| Dzieci słońca               | خورشید Khorshid                         | Majid Majidi                          | Iran                 |
| Laila w Hajfie              | לילה בחיפה Laila in Haifa               | Amos Gitai                            | Izrael               |
| Panna Marx                  | Miss Marx                               | Susanna Nicchiarelli                  | Włochy               |
| Nomadland                   | Nomadland                               | Chloé Zhao                            | Stany Zjednoczone    |
| Notturno                    | Notturno                                | Gianfranco Rosi                       | Włochy               |
| Nowy porządek               | Nuevo orden                             | Michel Franco                         | Meksyk               |
| Padrenostro                 | Padrenostro                             | Claudio Noce                          | Włochy               |
| Cząstki kobiety             | Pieces of a Woman                       | Kornél Mundruczó                      | Kanada               |
| Aida                        | Quo vadis, Aida?                        | Jasmila Žbanić                        | Bośnia i Hercegowina |
| Między śmiercią a śmiercią  | Səpələnmiş ölümlər arasında             | Hilal Baydarov                        | Azerbejdżan          |
| Siostry Macaluso            | Le sorelle Macaluso                     | Emma Dante                            | Włochy               |
| Żona szpiega                | スパイの妻 Supai no tsuma               | Kiyoshi Kurosawa                      | Japonia              |
| Śniegu już nigdy nie będzie | Śniegu już nigdy nie będzie             | Małgorzata Szumowska i Michał Englert | Polska               |
| A jutro cały świat          | Und morgen die ganze Welt               | Julia von Heinz                       | Niemcy               |
| Świat, który nadejdzie      | The World to Come                       | Mona Fastvold                         | Stany Zjednoczone    |

### Pokazy pozakonkursowe
Następujące filmy zostały wyświetlone na festiwalu w ramach pokazów pozakonkursowych i specjalnych:

#### Filmy fabularne
| Tytuł polski                            | Tytuł oryginalny          | Reżyseria             | Kraj produkcji    |
| --------------------------------------- | ------------------------- | --------------------- | ----------------- |
| 30 srebrników (miniserial, odcinek 1)   | 30 Monedas                | Álex de la Iglesia    | Hiszpania         |
| Assandira                               | Assandira                 | Salvatore Mereu       | Włochy            |
| Miłość po miłości                       | 第一炉香 Di yi lu xiang   | Ann Hui               | Chiny             |
| Książę                                  | The Duke                  | Roger Michell         | Wielka Brytania   |
| Ludzki głos (film krótkometrażowy)      | The Human Voice           | Pedro Almodóvar       | Hiszpania         |
| Wszystko zostaje w rodzinie             | Lacci                     | Daniele Luchetti      | Włochy            |
| Wróciłeś                                | Lasciami andare           | Stefano Mordini       | Włochy            |
| Mandibules                              | Mandibules                | Quentin Dupieux       | Francja           |
| Mosquito State                          | Mosquito State            | Filip Jan Rymsza      | Stany Zjednoczone |
| Noc w raju                              | 낙원의 밤 Nak-won-eui-bam | Park Hoon-jung        | Korea Południowa  |
| Omelia contadina (film krótkometrażowy) | Omelia contadina          | Alice Rohrwacher i JR | Włochy            |
| Pewnej nocy w Miami...                  | One Night in Miami        | Regina King           | Stany Zjednoczone |
| Uciekaj albo walcz                      | Run Hide Fight            | Kyle Rankin           | Stany Zjednoczone |

#### Filmy dokumentalne
| Tytuł polski                               | Tytuł oryginalny               | Reżyseria                    | Kraj produkcji    |
| ------------------------------------------ | ------------------------------ | ---------------------------- | ----------------- |
| Ratusz                                     | City Hall                      | Frederick Wiseman            | Stany Zjednoczone |
| Psychika mordercy                          | Crazy, Not Insane              | Alex Gibney                  | Stany Zjednoczone |
| Świadkowie zbrodni                         | Final Account                  | Luke Holland                 | Wielka Brytania   |
| Fiori, fiori, fiori (film krótkometrażowy) | Fiori, fiori, fiori            | Luca Guadagnino              | Włochy            |
| Hopper/Welles                              | Hopper/Welles                  | Orson Welles                 | Stany Zjednoczone |
| Jestem Greta                               | I Am Greta                     | Nathan Grossman              | Szwecja           |
| Cząstki Wenecji                            | Molecole                       | Andrea Segre                 | Włochy            |
| Narciso em férias                          | Narciso em férias              | Ricardo Calil i Renato Terra | Brazylia          |
| Paolo Conte, via con me                    | Paolo Conte, via con me        | Giorgio Verdelli             | Włochy            |
| Księżniczka Europa                         | Princesse Europe               | Camille Lotteau              | Francja           |
| Salvatore: artysta w świecie obuwia        | Salvatore: Shoemaker of Dreams | Luca Guadagnino              | Włochy            |
| Sportin' Life                              | Sportin' Life                  | Abel Ferrara                 | Włochy            |
| Prawda o "Słodkim życiu"                   | La verità su La Dolce Vita     | Giuseppe Pedersoli           | Włochy            |

### Sekcja „Horyzonty”
Następujące filmy zostały wyświetlone na festiwalu w ramach sekcji „Horyzonty”:
| Tytuł polski                         | Tytuł oryginalny                              | Reżyseria                          | Kraj produkcji           |
| ------------------------------------ | --------------------------------------------- | ---------------------------------- | ------------------------ |
| Najlepsze przed nami                 | 不止不休 Bu zhi bu xiu                        | Wang Jing                          | Chiny                    |
| Ziemia jałowa                        | دشت خاموش Dashte khamoush                     | Ahmad Bahrami                      | Iran                     |
| Piec                                 | The Furnace                                   | Roderick MacKay                    | Australia                |
| Gaza, moja miłość                    | غزة مونامور Gaza mon amour                    | Arab Nasser i Tarzan Nasser        | Palestyna                |
| Wojna i pokój                        | Guerra e pace                                 | Massimo D'Anolfi i Martina Parenti | Włochy                   |
| Lekkomyślna zbrodnia                 | جنایت بی‌دقت Jenayat-e bi deghat               | Shahram Mokri                      | Iran                     |
| Rodzaju, zwierzę                     | Lahi, hayop                                   | Lav Diaz                           | Filipiny                 |
| Listen                               | Listen                                        | Ana Rocha                          | Portugalia               |
| Król Internetu                       | Mainstream                                    | Gia Coppola                        | Stany Zjednoczone        |
| Człowiek, który sprzedał swoją skórę | الرجل الذي باع ظهره The Man Who Sold His Skin | Kaouther Ben Hania                 | Tunezja                  |
| Kamień milowy                        | मील पत्थर Meel patthar                          | Ivan Ayr                           | Indie                    |
| Niepamięć                            | μήλα Mila                                     | Christos Nikou                     | Grecja                   |
| Nieszczególne miejsce                | Nowhere Special                               | Uberto Pasolini                    | Wielka Brytania          |
| Noc królów                           | La nuit des rois                              | Philippe Lacôte                    | Wybrzeże Kości Słoniowej |
| Drapieżnicy                          | I predatori                                   | Pietro Castellitto                 | Włochy                   |
| Żółty kot                            | Сары мысық Sary mysyq                         | Adilchan Jerżanow                  | Kazachstan               |
| Tragiczna dżungla                    | Selva trágica                                 | Yulene Olaizola                    | Meksyk                   |
| Trzecia wojna                        | La troisième guerre                           | Giovanni Aloi                      | Francja                  |
| Zanka Contact                        | زنقة كونطاكت Zanka Contact                    | Ismaël El Iraki                    | Maroko                   |

## Laureaci nagród

### Konkurs główny
Złoty Lew
- Nomadland, reż. Chloé Zhao

Wielka Nagroda Jury
- Nowy porządek, reż. Michel Franco

Srebrny Lew dla najlepszego reżysera
- Kiyoshi Kurosawa − Żona szpiega

Nagroda Specjalna Jury
- Drodzy towarzysze!, reż. Andriej Konczałowski

Puchar Volpiego dla najlepszej aktorki
- Vanessa Kirby − Cząstki kobiety

Puchar Volpiego dla najlepszego aktora
- Pierfrancesco Favino − Padrenostro

Złota Osella za najlepszy scenariusz
- Chaitanya Tamhane − Uczeń

Nagroda im. Marcello Mastroianniego dla początkującego aktora lub aktorki
- Rouhollah Zamani − Dzieci słońca

### Sekcja „Horyzonty”
Nagroda Główna
- Ziemia jałowa, reż. Ahmad Bahrami

Nagroda Specjalna Jury
- Listen, reż. Ana Rocha

Nagroda za najlepszą reżyserię
- Lav Diaz − Rodzaju, zwierzę

Nagroda za najlepszą rolę żeńską
- Khansa Batma − Zanka Contact

Nagroda za najlepszą rolę męską
- Yahya Mahayni − Człowiek, który sprzedał swoją skórę

Nagroda za najlepszy scenariusz
- Pietro Castellitto − Drapieżnicy

Nagroda za najlepszy film krótkometrażowy
- Entre tú y Milagros, reż. Mariana Saffon

### Wybrane pozostałe nagrody
Nagroda im. Luigiego De Laurentiisa za najlepszy debiut reżyserski
- Listen, reż. Ana Rocha

Nagroda Publiczności w sekcji "Międzynarodowy Tydzień Krytyki"
- 200 metrów, reż. Ameen Nayfeh

Nagroda za reżyserię w sekcji "Venice Days"
- Wielorybnik, reż. Filipp Jurjew

Nagroda Label Europa Cinemas dla najlepszego filmu europejskiego
- Oaza, reż. Ivan Ikić

Nagroda FIPRESCI
- Konkurs główny:  Uczeń, reż. Chaitanya Tamhane
- Sekcje paralelne:  Ziemia jałowa, reż. Ahmad Bahrami

Nagroda im. Francesco Pasinettiego (SNGCI - Narodowego Stowarzyszenia Włoskich Krytyków Filmowych)
- Najlepszy włoski film:  Siostry Macaluso, reż. Emma Dante
- Najlepszy włoski aktor:  Alessandro Gassman − Pod tym samym niebem
- Najlepsza włoska aktorka:  cała żeńska obsada filmu Siostry Macaluso

Nagroda SIGNIS (Międzynarodowej Organizacji Mediów Katolickich)
- Aida, reż. Jasmila Žbanić
  - Wyróżnienie Specjalne:  Nomadland, reż. Chloé Zhao

Queerowy Lew dla najlepszego filmu o tematyce LGBT
- Świat, który nadejdzie, reż. Mona Fastvold

Nagroda UNICEF-u
- Notturno, reż. Gianfranco Rosi

Honorowy Złoty Lew za całokształt twórczości
- Ann Hui
- Tilda Swinton